# Galen Rupp
Galen Rupp (ur. 8 maja 1986 w Portland, w stanie Oregon) – amerykański lekkoatleta specjalizujący się w biegach średnich oraz długich.
Na początku swojej kariery został w 2003 mistrzem panamerykańskim juniorów w biegu na 5000 metrów oraz zajął siódme miejsce na dystansie 3000 metrów podczas mistrzostw świata juniorów młodszych. W 2004 był dziewiątym zawodnikiem biegu na 5000 metrów w czasie juniorskich mistrzostw świata. Na mistrzostwach świata w biegach na przełaj w 2005 był dwudziesty w rywalizacji juniorów. W biegu na 10 000 metrów w 2007 był jedenasty na mistrzostwach świata w Osace, w 2008 trzynasty na igrzyskach olimpijskich w Pekinie oraz w 2009 ósmy podczas mistrzostw świata w Berlinie. Na halowych mistrzostwach świata w 2010 był piąty w biegu na 3000 metrów. W 2011 w Daegu wystąpił na mistrzostwach świata w biegach na 5000 (9. miejsce) i 10 000 metrów (7. miejsce). Bez powodzenia startował w halowych mistrzostwach świata w 2012. Zdobył srebrny medal olimpijski na igrzyskach olimpijskich w Londynie (2012) w biegu na 10 000 metrów. Na tym samym dystansie zajął w 2013 czwarte miejsce podczas mistrzostw świata w Moskwie. Czwarty zawodnik halowych mistrzostw świata w Sopocie (2014).
Medalista mistrzostw Stanów Zjednoczonych oraz mistrzostw National Collegiate Athletic Association. Jest partnerem trenigowym dwukrotnego mistrza olimpijskiego w biegach długich Mo Faraha.

## Rekordy życiowe
- bieg na 3000 metrów (hala) – 7:30,16 (21 lutego 2013, Sztokholm) – rekord Ameryki Północnej
- bieg na 2 mile (hala) – 8:07,41 (25 stycznia 2014, Boston) – rekord Ameryki Północnej
- bieg na 5000 metrów – 12:58,90 (2 czerwca 2012, Eugene)
- bieg na 5000 metrów (hala) – 13:01,26 (16 stycznia 2014, Boston) – były rekord Ameryki Północnej
- bieg na 10 000 metrów – 26:44,36 (30 maja 2014, Eugene – były rekord Ameryki Północnej).